# Manlio Pastorini
Manlio Pastorini (Pistoia, 5 maggio 1879 – Firenze, 8 aprile 1942) è stato un ginnasta italiano.
Prese parte alle Giochi olimpici intermedi ad Atene, vincendo la medaglia di bronzo con la squadra italiana di ginnastica. Alle Olimpiadi estive 1920 ad Anversa vinse invece l'oro, sempre con la squadra di ginnastica.
Parallelamente, Pastorini si interessò alla palla al cesto. All'Istituto di Educazione Fisica di Firenze fece allestire un campo di gioco e nel 1920 fu tra i promotori del primo campionato italiano di pallacanestro, che venne organizzato sotto l'egida della Federginnastica. Il primo torneo ufficiale di basket in Italia si concluse con la vittoria della Forza e Costanza Brescia o della SEF Costanza Milano.
Secondo altre fonti, Pastorini si limitò a proporre lo sport alla Federginnastica, che organizzò un torneo nell'ambito del Concorso Ginnastico di Venezia, tra il 26 e il 30 maggio (vinto dalla Forza e Costanza Brescia), e solo successivamente il campionato vinto dalla Costanza Milano.
Allenò, tra le altre, la società Ferrucci di Pistoia e fondò una scuola di educazione fisica a Firenze.